# Робер Моньє
Робер Моньє (фр. Robert Monier, 20 лютого 1885 — 6 грудня 1944) — французький яхтсмен.
Срібний призер Олімпійських Ігор 1920 року в класі 6,5 метра.